# Estany Negre de Dalt
L'estany Negre de Dalt és un estany d'origen glacial ubicat a la capçalera de la vall de Gerber, en el municipi d'Alt Àneu, al Pallars Sobirà.
L'estany té una superfície de 0,9348 hectàrees, i es troba a una altitud de 2.440 metres.
Pertany a la zona perifèrica del Parc Nacional d'Aigüestortes i Estany de Sant Maurici. Està situat al peu del coll de l'estany Gelat, a prop del refugi Mataró.